# Vinzenz Lachner
Pour les articles homonymes, voir Lachner.
Vinzenz Lachner est un compositeur et chef d'orchestre bavarois, né à Rain-am-Lech le 19 juillet 1811 et mort à Karlsruhe le 22 janvier 1893.

## Biographie
Vinzenz Lachner est né à Rain-am-Lech dans une famille de musiciens. Son père Anton Lachner était organiste municipal et ses frères Ignaz, Theodor et Franz sont aussi devenus musiciens. Il a commencé ses études avec son père, puis a étudié à Vienne avec ses frères. Il a pris la succession de son frère Ignaz comme organiste de l'église luthérienne, puis celle de son frère Franz comme chef d'orchestre d'abord au Theater am Kärntnertor à Vienne (1834) puis à la cour de Mannheim (1836). En 1842 il dirige à Londres. Il devient chef d'orchestre à l'Opéra de Francfort en 1848. En 1872, il se retire à Karsruhe et enseigne au conservatoire en 1884.
Il est enterré au cimetière principal de Karlsruhe.

## Œuvres
Lachner a composé des symphonies, des ouvertures, des marches, des compositions pour  orchestre à vent; une messe en ré mineur, des œuvres chorales; de la musique de scène pour le Turandot de Schiller; un poème symphonique intitulé Lagerleben; un quatuor avec piano, un trio à cordes, deux quatuors à cordes, 42 Variations sur la gamme d'ut majeur pour piano ou quatuor à cordes; Deutsche Tanzweisen pour violoncelle et piano; un ensemble de Ländler pour deux pianos (dédiés à Brahms); et de nombreux lieder dont le cycle Scherz im Ernst und Ernst im Scherz qui a été populaire à son époque. 